# Tosno
Tosno (Russisch: Тосно; Fins: Tusina) is een Russische stad in de oblast Leningrad. Het ligt 53 kilometer ten zuidoosten van Sint-Petersburg en heeft rond de 38.000 inwoners. Tosno ligt aan de vrijwel gelijknamige rivier Tosna.
Tosno wordt voor het schriftelijk vermeld in 1500. De stad heeft een belangrijk deel van haar ontwikkeling te danken aan het feit dat ze precies tussen Moskou en Sint-Petersburg ligt. Tosno werd tijdens de Tweede Wereldoorlog vrijwel geheel met de grond gelijkgemaakt. Het werd herbouwd in de typische Sovjet-stijl. Sinds 1963 heeft Tosno stadstatus.
Zowel de autoweg M-10 tussen Sint-Peterburg en Moskou, alsmede de spoorlijn tussen diezelfde steden, loopt dwars door Tosno. Tosno kreeg reeds in 1892 zijn eigen station. In 1931 werd het baanvak Sint-Petersburg - Tosno geëlektrificeerd. Tegenwoordig is Tosno een belangrijk spoorwegknooppunt.
Na het uiteenvallen van de Sovjet-Unie opende een aantal grote buitenlandse bedrijven hier een vestiging. Caterpillar en Henkel zijn voor de meeste mensen de bekendste.

## Sport
FK Tosno is de professionele voetbalclub van Tosno. De club speelt voor het eerst in het seizoen 2017/2018 op het hoogste Russische niveau, de Premjer-Liga.
Bestuurlijk centrum: Sint-Petersburg (geen onderdeel van de oblast)

Steden: Boksitogorsk · Gatsjina · Ivangorod · Kamennogorsk · Kingisepp · Kirisji · Kirovsk · Kommoenar · Ljoeban · Lodejnoje Pole · Loega · Nikolskoje · Novaja Ladoga · Otradnoje · Pikaljovo · Podporozje · Primorsk · Priozersk · Sertolovo · Sjasstroj · Sjlisselburg · Slantsy · Sosnovy Bor · Svetogorsk · Tichvin · Tosno · Volchov · Volosovo · Vsevolozjsk · Vyborg · Vysotsk

Stedelijke districten: Sosnovy Bor

Gemeentelijke districten: Boksitogorski · Gatsjinski · Kingiseppski · Kirisjski · Kirovski · Lodejnopolski · Loezjski · Lomonosovski · Podporozjski · Priozerski · Slantsevski · Tichvinski · Tosnenski · Volchovski · Volosovski · Vsevolozjski · Vyborgski